# Перехода, Руслан Юрьевич
Руслан Юрьевич Перехода (укр. Руслан Юрійович Перехода; род. 18 июля 1987, Старый Салтов, Харьковская область) — украинский лыжник, участник Олимпийских игр в Сочи. Более успешно выступает в спринте.
В Кубке мира Перехода дебютировал 2 февраля 2012 года, в ноябре того же года первый раз попал в тридцатку лучших на этапе Кубка мира, в эстафете. Всего на сегодняшний момент имеет 3 попадания в тридцатку лучших на этапах Кубка мира, 1 в личных и 2 командных гонках. Лучшим достижением Переходы в общем итоговом зачёте Кубка мира является 158-е место в сезоне 2012-13.
На Олимпийских играх 2014 года в Сочи, стартовал в двух гонках: спринт — 50-е место, командный спринт — 20-е место.
За свою карьеру принимал участие в одном чемпионате мира, на чемпионате мира 2013 в итальянском Валь-ди-Фьемме его лучшим результатом в личных гонках было 65-е место в спринте.
Использует лыжи производства фирмы Fischer.